# ناتایم
ناتایم (به آلمانی: Nattheim) یک شهر در آلمان است که در هایدنهایم واقع شده‌است. ناتایم ۶٬۳۰۲ نفر جمعیت دارد.